# Felgueiras
Felgueiras – miejscowość w Portugalii, leżąca w dystrykcie Porto, w regionie Północ w podregionie Tâmega. Miejscowość jest siedzibą gminy o tej samej nazwie.

## Demografia
| Liczba ludności gminy Felgueiras (1801–2011) | Liczba ludności gminy Felgueiras (1801–2011) | Liczba ludności gminy Felgueiras (1801–2011) | Liczba ludności gminy Felgueiras (1801–2011) | Liczba ludności gminy Felgueiras (1801–2011) | Liczba ludności gminy Felgueiras (1801–2011) | Liczba ludności gminy Felgueiras (1801–2011) | Liczba ludności gminy Felgueiras (1801–2011) | Liczba ludności gminy Felgueiras (1801–2011) | Liczba ludności gminy Felgueiras (1801–2011) |
| -------------------------------------------- | -------------------------------------------- | -------------------------------------------- | -------------------------------------------- | -------------------------------------------- | -------------------------------------------- | -------------------------------------------- | -------------------------------------------- | -------------------------------------------- | -------------------------------------------- |
| 1801                                         | 1849                                         | 1900                                         | 1930                                         | 1960                                         | 1981                                         | 1991                                         | 2001                                         | 2004                                         | 2011                                         |
| 11 413                                       | 15 614                                       | 22 973                                       | 25 424                                       | 38 895                                       | 48 015                                       | 51 248                                       | 57 595                                       | 58 553                                       | 58 065                                       |

## Sołectwa
Sołectwa gminy Felgueiras (ludność wg stanu na 2011 r.)
- Aião - 856 osób
- Airães - 2486 osób
- Borba de Godim - 2341 osób
- Caramos - 1854 osoby
- Friande - 1838 osób
- Idães - 2496 osób
- Jugueiros - 1303 osoby
- Lagares - 2320 osób
- Lordelo - 357 osób
- Macieira da Lixa - 1961 osób
- Margaride - 9653 osoby
- Moure - 1321 osób
- Pedreira - 1564 osoby
- Penacova - 1130 osób
- Pinheiro - 1042 osoby
- Pombeiro da Ribavizela - 2218 osób
- Rande - 982 osoby
- Refontoura - 2081 osób
- Regilde - 1284 osoby
- Revinhade - 811 osób
- Santão - 776 osób
- São Jorge de Vizela - 574 osoby
- Sendim - 1627 osób
- Sernande - 941 osób
- Sousa - 1095 osób
- Torrados - 2370 osób
- Unhão - 800 osób
- Várzea - 2859 osób
- Varziela - 1837 osób
- Vila Cova da Lixa - 3850 osób
- Vila Fria - 629 osób
- Vila Verde - 809 osób